# Казикино
Казикино — деревня в Удомельском городском округе Тверской области.

## География
Деревня находится в северной части Тверской области на расстоянии приблизительно 28 км на запад по прямой от железнодорожного вокзала города Удомля у правого берега реки Мста.

## История
Впервые упоминается в 1859 году как казенная деревня. Дворов (хозяйств) 49 (1859), 68(1886), 57 (1911), 41 (1958), 79 (1986), 90 (1999). В советский период истории работали колхозы «Передовик» им. Дзержинского. До 2015 года входила в состав Мстинского сельского поселения до упразднения последнего. С 2015 года в составе Удомельского городского округа.

## Население
Численность населения: 294 (1859 год), 358 (1886), 321(1911), 131 (1958), 230(1986), 250 (1999), 212 (русские 92 %) в 2002 году, 154 в 2010.